# William Wordsworth

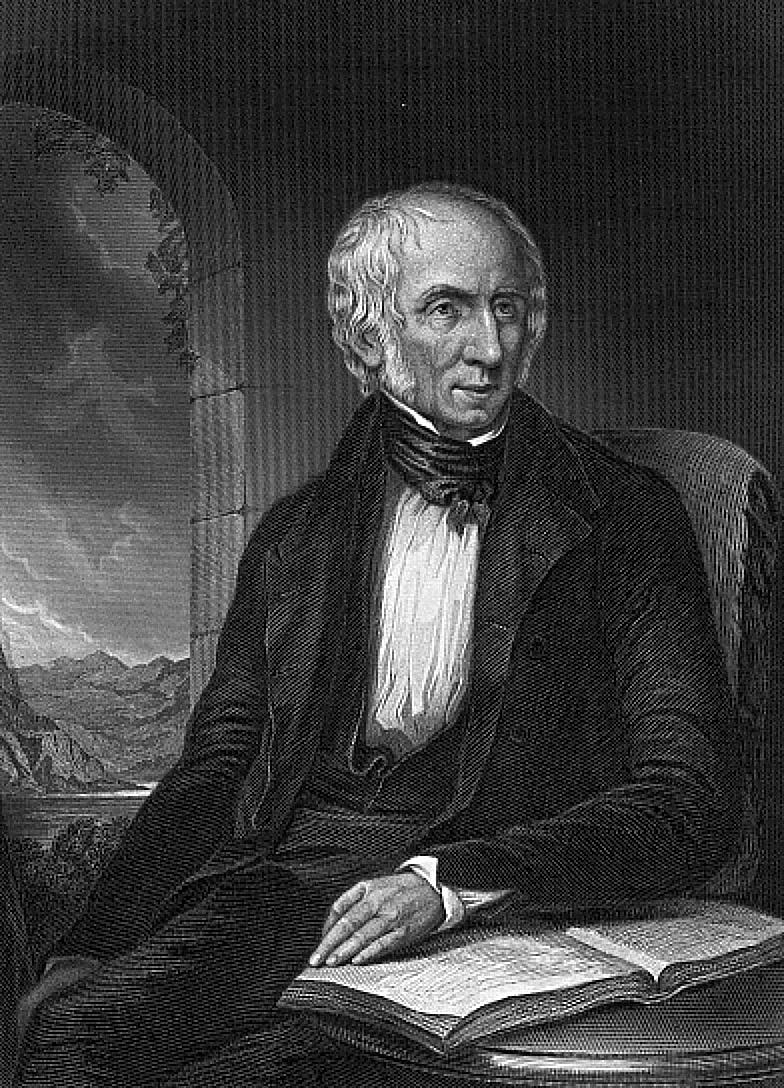
William Wordsworth, um 1839

William Wordsworth (* 7. April 1770 in Cockermouth, Großbritannien; † 23. April 1850 in Rydal Mount, Großbritannien) war ein britischer Dichter und führendes Mitglied der englischen Romantikbewegung, die er 1798 durch die zusammen mit Samuel Taylor Coleridge verfassten Lyrical Ballads (Lyrische Gedichte) initiierte. Als seine bekanntesten Werke gelten sein frühes autobiografisches Gedicht The Prelude (Präludium) aus dem Jahr 1798 und das Narzissen-Gedicht I Wandered Lonely as a Cloud von 1804.

## Leben
William Wordsworth wurde als zweites von fünf Kindern eines Rechtsanwalts in Wordsworth House im Lake District geboren. Seine Schwester Dorothy Wordsworth, mit der er eng verbunden war und später – auch nach seiner Heirat – zusammenwohnte und mit der er mehrere Reisen unternahm, veröffentlichte später auch Gedichte. Sein älterer Bruder Richard war Anwalt, sein Bruder John Kapitän (er starb beim Schiffbruch seines Schiffs 1805) und sein Bruder Christopher Geistlicher und später Master des Trinity College in Cambridge. Nach dem Tod der Mutter 1778 (sein Vater starb fünf Jahre später) wurde Wordsworth auf die Hawkshead Grammar School geschickt und er studierte anschließend von 1787 bis 1791 an der Universität Cambridge (St. John’s College).
In seiner Studentenzeit begeisterte Wordsworth sich für die Französische Revolution und bereiste aus diesem Grund 1790 das revolutionäre Frankreich. Um seine Eindrücke zu vertiefen, unternahm er im folgenden Jahr eine weitere Reise durch Frankreich, die Alpen und Italien. Mit der Errichtung der Terrorherrschaft in Frankreich wuchs jedoch Wordsworths Enttäuschung, und er distanzierte sich zunehmend von den Zielen der Revolution. Seine Abkehr schlug 1798 in Gegnerschaft um, als französische Truppen die von Wordsworth geschätzte Schweiz eroberten – fortan bekannte Wordsworth sich zum Konservatismus.

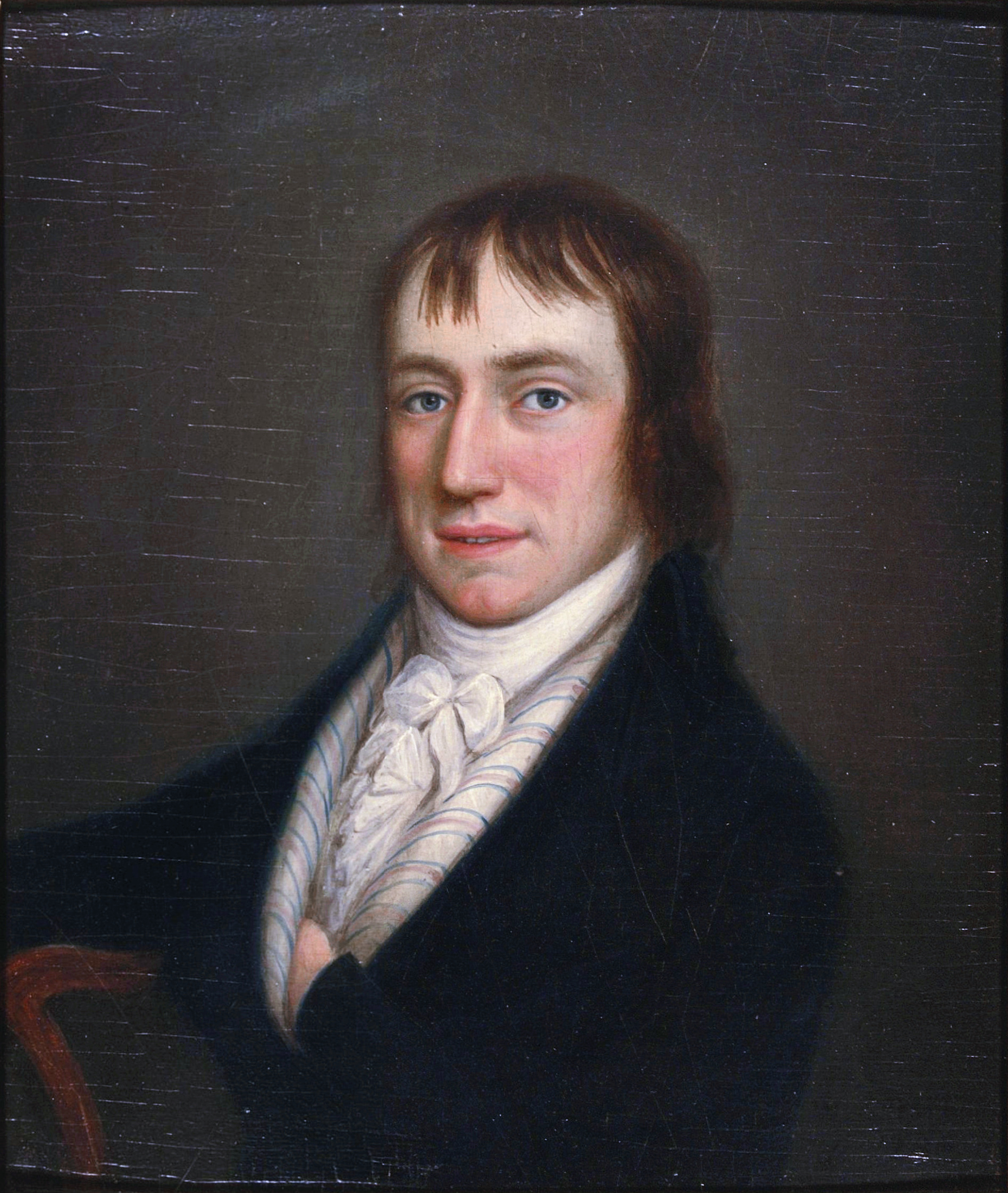
Wordsworth 1798 von William Shuter

In Orléans lernte er 1792 auch Marie-Anne (Annette) Vallon kennen, mit der er eine Tochter Caroline hatte, geboren im Dezember 1792. Ebenso wie ihre Familie war sie eine Royalistin. Finanzielle und andere Gründe verhinderten die Heirat, Ende 1792 reiste er wieder nach England. Aufgrund der politischen Ereignisse (Kriegserklärung Februar 1793) konnte er erst viel später nochmals nach Frankreich reisen. Beide blieben in Briefkontakt und Wordsworth traf Anne Vallon und seine Tochter 1802 in Calais, zwei Monate vor seiner Heirat mit Mary Hutchinson. Wegen des neu ausgebrochenen Krieges hatten sie erst 1814 wieder Kontakt (brieflich über Wordsworths Schwester Dorothy). 1816 heiratete seine Tochter unter dem Namen Wordsworth mit der Einwilligung des Vaters.

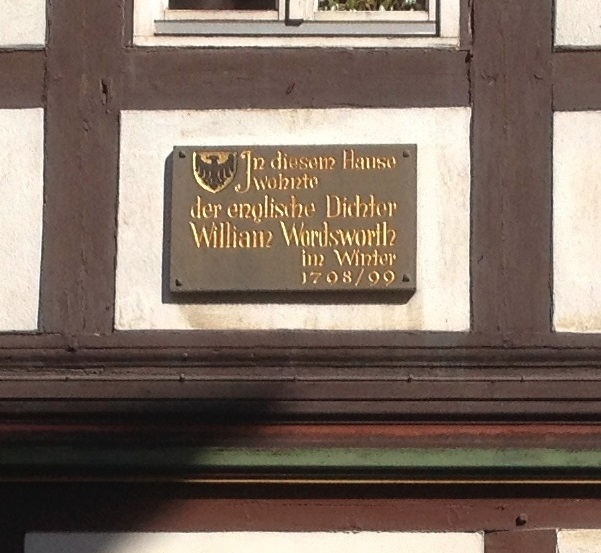
Gedenktafel in Goslar, Breite Straße 86

1793 veröffentlichte Wordsworth mit den Sammlungen An Evening Walk und Descriptive Sketches seine ersten Gedichte. 1795 schloss er enge Freundschaft mit Samuel Taylor Coleridge; zwei Jahre später siedelte er sich in dessen Nachbarschaft an. Zusammen veröffentlichten sie 1798 die für die englische Romantik bedeutsamen Lyrical Ballads; sie enthielten einige der bekanntesten Werke der beiden Dichter, z. B. Wordsworths Tintern Abbey und Coleridges Ancient Mariner. Noch im selben Jahr unternahmen sie zusammen mit Wordsworths Schwester Dorothy eine Reise nach Deutschland. In Goslar begann Wordsworth die Arbeit an seinem autobiografischen Gedicht, das später unter dem Titel The Prelude bekannt wurde.
Zurück in England zog er mit seiner Schwester nach Grasmere im heimatlichen Lake District, weshalb er gemeinsam mit Robert Southey und Coleridge, der zeitweise im nahegelegenen Keswick (Cumbria) wohnte, zu den so genannten Lake Poets gezählt wird. In Grasmere heiratete Wordsworth auch im Jahre 1802 seine Jugendfreundin Mary Hutchinson. Mit ihr hatte er fünf Kinder, von denen zwei 1812 starben. Die Heirat wurde ermöglicht durch 4000 Pfund, die William Lowther, Earl of Lonsdale, als noch ausstehende Schuld für Wordsworths Vater auszahlte.

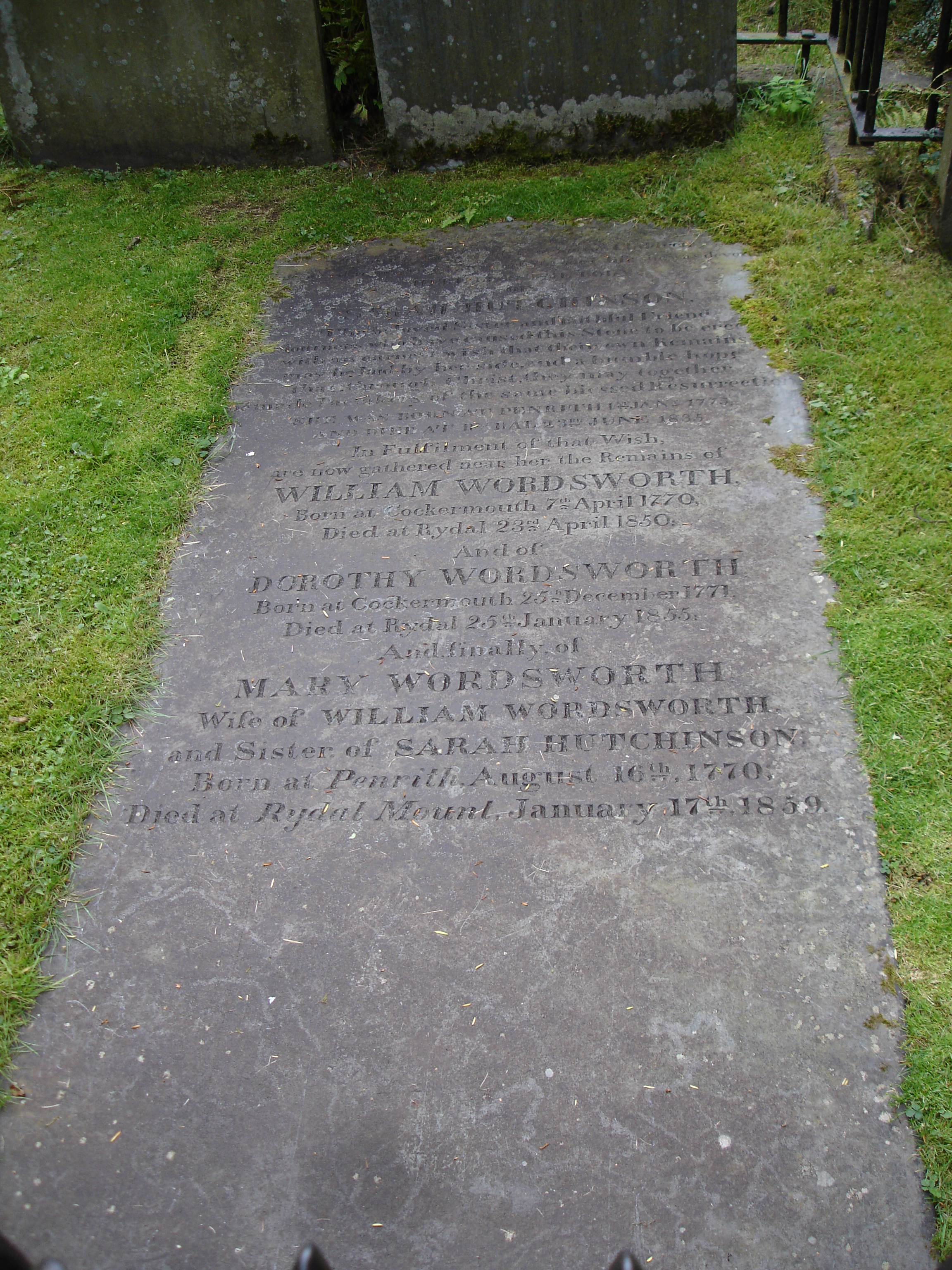
Wordsworths Grab in Grasmere, Cumbria

Seit Jahren plante Wordsworth ein langes philosophisches Gedicht in drei Teilen zu schreiben, das er The Recluse (Der Einsiedler) nennen wollte. 1798/99 hatte er mit einem autobiografischen Gedicht begonnen, das er nie benannte, aber als Gedicht für Coleridge bezeichnete, und das einen Anhang zum Einsiedler bilden sollte (später als The Prelude bekannt). 1804 begann er es auszuweiten und eher einen Prolog als einen Anhang daraus zu machen. Um 1805 hatte er das Gedicht vollendet, aber er wollte ein so persönliches Gedicht nicht veröffentlichen, bevor der gesamte Einsiedler komplett war.
Wordsworth zog 1813 nach Rydal Mount, Ambleside, und verbrachte dort den Rest seines Lebens. Im folgenden Jahr veröffentlichte er The Excursion als zweiten Teil des dreiteiligen Einsiedlers. Er hatte jedoch den ersten und dritten Teil nicht vervollständigt, was ihm auch bis zu seinem Lebensende nicht gelingen sollte. Moderne Kritiker haben ab 1815 einen Niedergang in Wordsworths Kreativität festgestellt. Um 1820 stieg jedoch sein Ansehen, weil die zeitgenössische Kritik seine frühen Gedichte positiver bewertete.
Während seines gesamten Lebens blieb Wordsworth ein treuer Anhänger der Church of England. Im Jahr 1843 wurde Wordsworth mit dem Ehrentitel Poet Laureate ausgezeichnet und 1845 zum Ehrenmitglied (Honorary Fellow) der Royal Society of Edinburgh gewählt.
Am 23. April 1850 starb der Dichter in Rydal Mount an einer Pleuritis. Er wurde auf dem Friedhof der St.-Oswald-Kirche in Grasmere begraben.
Einige Monate nach seinem Tod veröffentlichte Wordsworths Witwe Mary sein langes autobiografisches Gedicht für Coleridge als The Prelude (Präludium). Das Werk erregte seinerzeit nur geringes Interesse, wird inzwischen aber als Wordsworths Meisterwerk betrachtet.

## Galerie von Wohnsitzen von Wordsworth in England

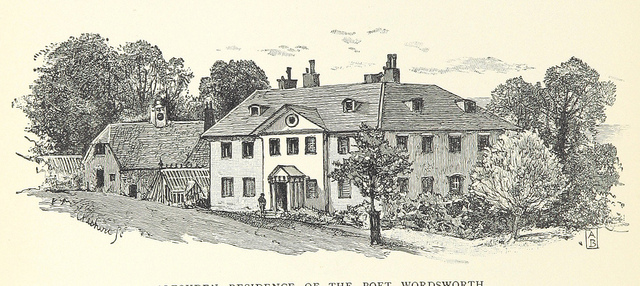
Alfoxton House in Holford, Somerset, Wohnsitz von Wordsworth 1797/98
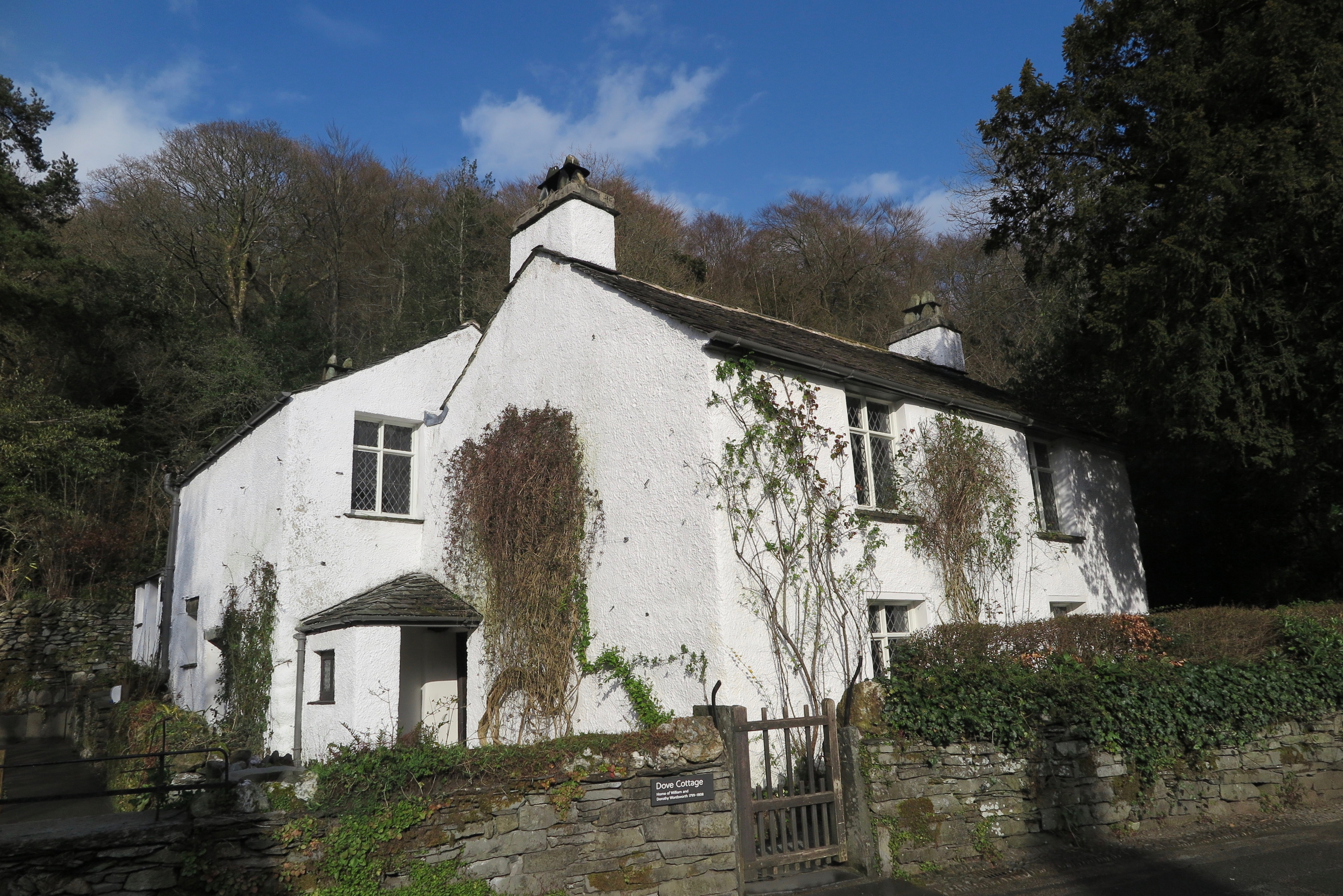
Dove Cottage, Grasmere, Wohnsitz von Wordsworth 1799 bis 1808
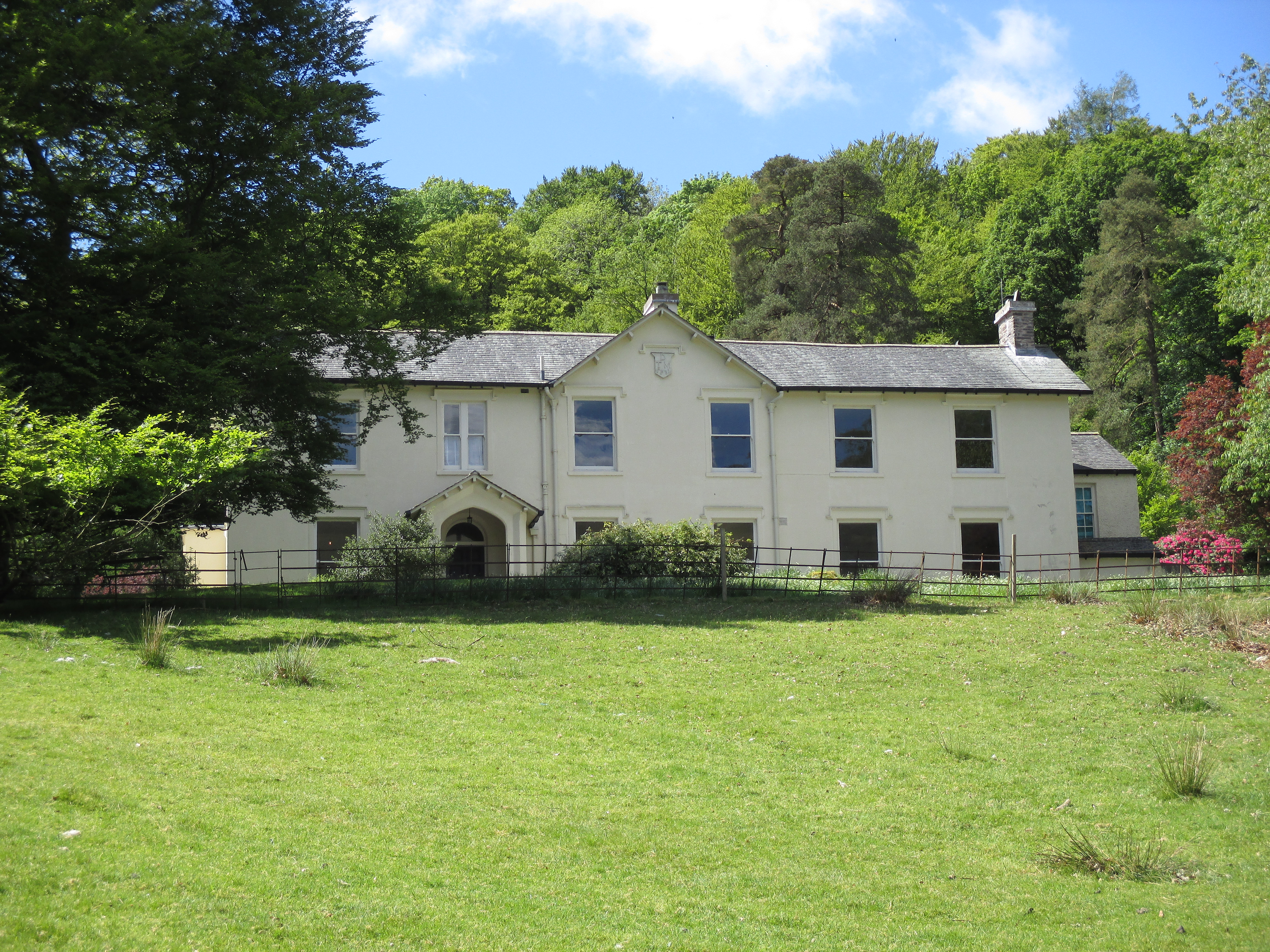
Allan Bank, Grasmere, Wohnsitz von Wordsworth von 1808 bis 1811
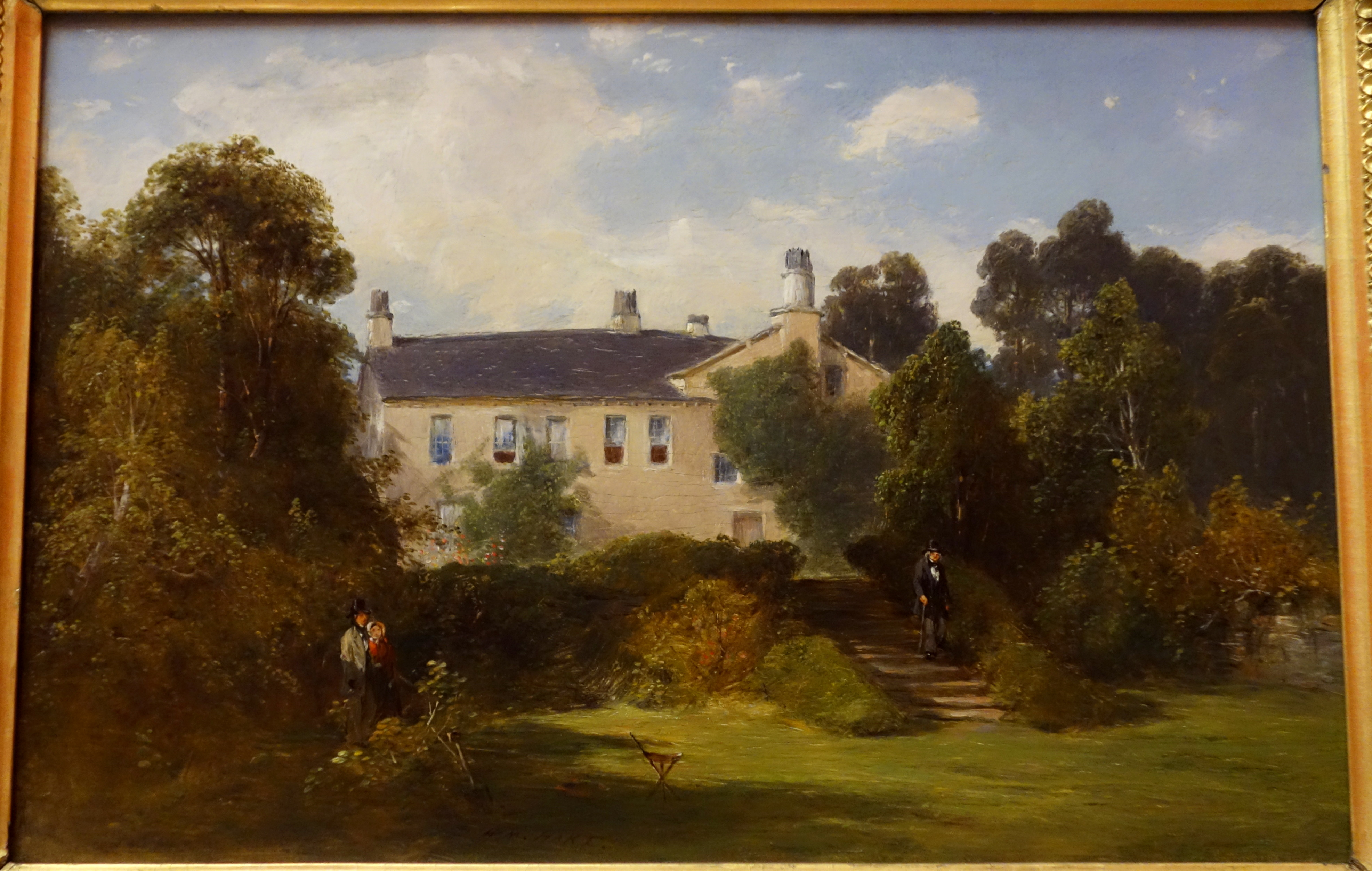
White Moss House, Rydal Mount, von William Hart 1852, Albany Institute of Art, Wohnsitz von Wordsworth von 1813 bis zu seinem Tod 1850
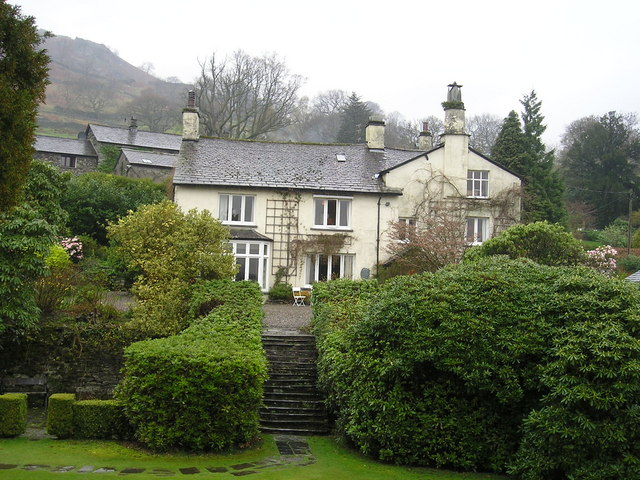
Foto von Rydal Mount

## Rezeption
T. C. Boyle stellte seinem Roman Das Licht (2019) ein Zitat von William Wordsworth als Motto voran.
Orhan Pamuk wählte für seinen Romantitel Diese Fremdheit in mir (2014) eine Zeile aus einem Gedicht von William Wordsworth.
Die von Suzanne Collins geschaffene Figur Lucy Gray Baird aus dem Roman Die Tribute von Panem X – Das Lied von Vogel und Schlange ist eine Anspielung an die, in mehreren von Wordsworth lyrischen Werken auftauchende gleichnamige Lucy Gray.

## Werke (Auswahl)

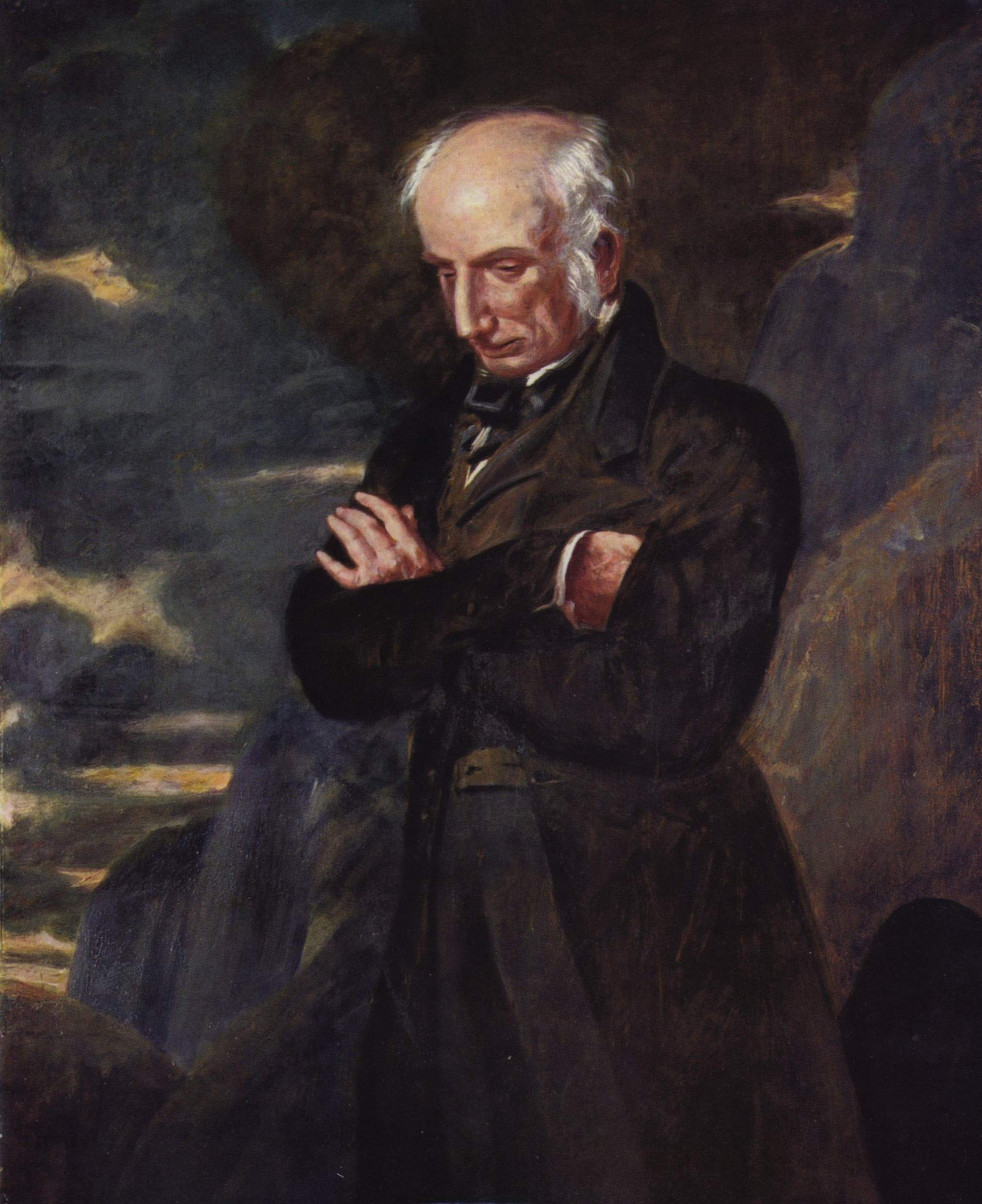
William Wordsworth, Porträt von Benjamin Robert Haydon, 1842

- Lyrische Balladen, mit einigen weiteren Gedichten (1798)
  - „Simon Lee“
  - „We Are Seven“
  - „Lines Written in Early Spring“
  - „Expostulation and Reply“
  - „The Tables Turned“
  - „The Thorn“
  - „Lines Composed A Few Miles above Tintern Abbey“

- Lyrische Balladen, mit einigen weiteren Gedichten (1800)
  - Preface to the Lyrical Ballads
  - „Strange fits of passion have I known“
  - „She Dwelt among the Untrodden Ways“
  - „Three years she grew“
  - „A Slumber Did my Spirit Seal“
  - „I travelled among unknown men“
  - „Lucy Gray“
  - „The Two April Mornings“
  - „Nutting“
  - „The Ruined Cottage“
  - „Michael“

- Gedichte in zwei Bänden (1807)
  - „Resolution and Independence“
  - „I Wandered Lonely as a Cloud“
  - „My Heart Leaps Up“
  - „Ode: Intimations of Immortality“
  - „Ode to Duty“
  - „The Solitary Reaper“
  - „Elegiac Stanzas“
  - „Composed upon Westminster Bridge, September 3, 1802“
  - „London, 1802“
  - „The world is too much with us“

- The Excursion (1814)
  - „Prospectus to The Recluse“

- Ecclesiastical Sketches (1822)
  - „Mutability“

- The Prelude (1850, postum)
  - The Prelude; or, Growth of a Poet’s Mind

### Bibliographien
- N. S. Bauer, William Wordsworth. A Reference Guide to British Criticism, 1793–1899 (Boston, 1978).
- D. H. Stam, Wordsworthian Criticism, 1964–1973. An Annotated Bibliography, Including Additions to Wordsworthian Criticism, 1945–1964 (New York, 1974).

### Werkausgaben
- The Poetical Works Eds E. de Selincourt und H. Darbishire. 5 vols (Oxford University Press, 1940–1949).
- The Prose Works of William Wordsworth Eds W. J. B. Owen und J. W. Smyser. 3 vols (Oxford University Press, 1974).

### Übersetzungen
- Wolfgang Breitwieser: William Wordsworth, Samuel Taylor Coleridge. Gedichte. (= Englische Lyriker, herausgegeben von Alexander von Bernus.) Zweisprachige Ausgabe. Verlag Lambert Schneider, Heidelberg 1959.

Wolfgang Schlüter: Gedicht, noch ohne Titel, für T. S. Coleridge (The 1805 Prelude). Verlag Matthes & Seitz, Berlin 2015. ISBN 978-3-95757-085-7

### Biographien
- William Wordsworth, Hofpoet von England. In: Illustrirte Zeitung. Nr. 8. J. J. Weber, Leipzig 19. August 1843, S. 123–124 (Digitalisat in der Google-Buchsuche).
- Stephen Gill (Hrsg.): The Cambridge companion to Wordsworth. Cambridge University Press 2003, ISBN 0-521-64116-0.
- Stephen Gill: William Wordsworth. A Life. Clarendon Press, Oxford 1989, ISBN 0-19-812828-2.
- John L. Mahoney: William Wordsworth, a poetic life. Fordham University Press, New York 1996, ISBN 0-8232-1715-9.
- John Williams: William Wordsworth, a literary life. Macmillan, Basingstoke 1996, ISBN 0-333-57418-4.
- John Worthen: The life of William Wordsworth. A critical biography. Wiley-Blackwell, Chichester [u. a.] 2014, ISBN 978-0-470-65544-3.
- Michael Szczekalla: William Wordsworth. In: Biographisch-Bibliographisches Kirchenlexikon (BBKL). Band 14, Bautz, Herzberg 1998, ISBN 3-88309-073-5, Sp. 70–73.
- Jonathan Bate: Radical Wordsworth. The poet who changed the world. William Collins, London 2020, ISBN 978-0-00-816742-4.
- Andrew Wordsworth: Well-kept secrets : the story of William Wordsworth, London : Pallas Athene, 2020, ISBN 978-1-84368-194-6

### Weiterführende Literatur
- J. F. Danby: The Simple Wordsworth. Studies in the Poems 1797–1807. (London, 1960; repr. 1968).
- Geoffrey Hartman, Wordsworth's Poetry 1787–1814. (Yale University Press, 1964; rev. 1971).
- Geoffrey Hartman: Wordsworth, Inscriptions, and Romantic Nature Poetry. Essays in Honor of Frederic Pottle. New Haven 1965.
- Herbert Lindenberger: William Wordsworths „The Prelude“ und das Zeitbewußtsein. In: Willi Erzgräber (Hrsg.): Interpretationen Band 8 · Englische Literatur von William Blake bis Thomas Hardy. Fischer Verlag, Frankfurt am Main et al. 1970, S. 67–90.
- M. Jacobus: Tradition and Experiment in Wordsworth's Lyrical Ballads (1798). (Oxford University Press, 1976).
- David Haney: William Wordsworth and the Hermeneutics of Incarnation. Pennsylvania State University Press, University Park 1993, ISBN 978-0-271-02641-1.
- F. B. Pinion: A Wordsworth Chronology. (1988).
- Hugh Sykes Davies: Wordsworth and the Worth of Words. Cambridge University Press, Erstausgabe 1986, 4. Auflage 2010, ISBN 978-0-521-12914-5, (online)
- Hubert Wurmbach: Das mystische Element in der Dichtung und Theorie von William Wordsworth (= Anglistische Forschungen, Bd. 106). Winter, Heidelberg 1975, ISBN 3-533-02378-8 (= Dissertation Universität Tübingen).

### Belletristik
- Val McDermid: Das Moor des Vergessens. Roman. Knaur Taschenbuch Verlag, München 2006.